# Природни резерват Чока Кулејаши
Природни резерват Чока Кулејаши је локалитет у режиму заштите I степена, површине 15,00ha.
Локалитет се налази испод гребена Кулмеа Топлица на око 450 м.н.в. Локалитет обухвата чисту, добро очувану шуму храста китњака.